# Wiślica

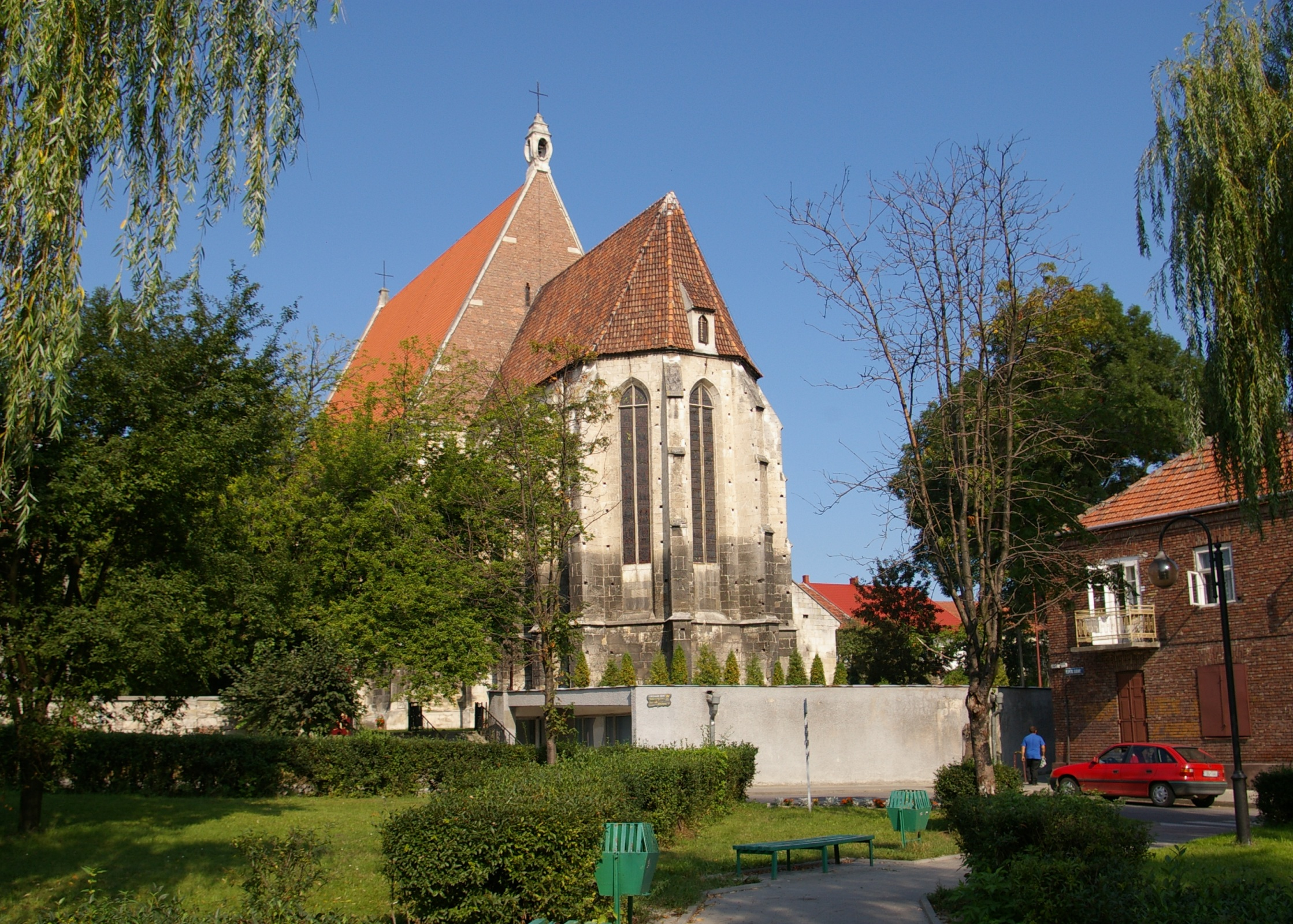
Basílica de Wiślica

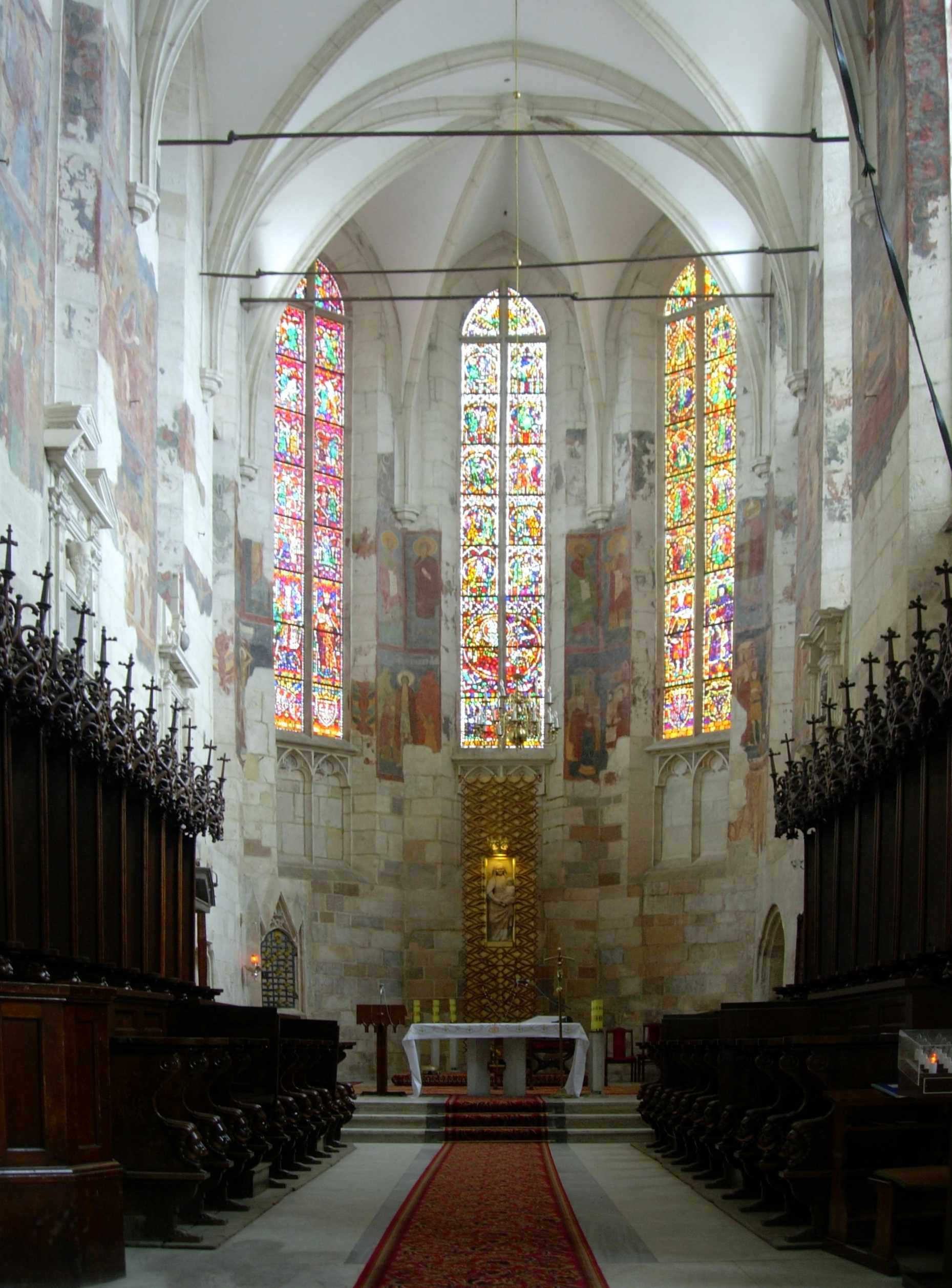
L'interior de la basílica -presbiteri-de Wiślica

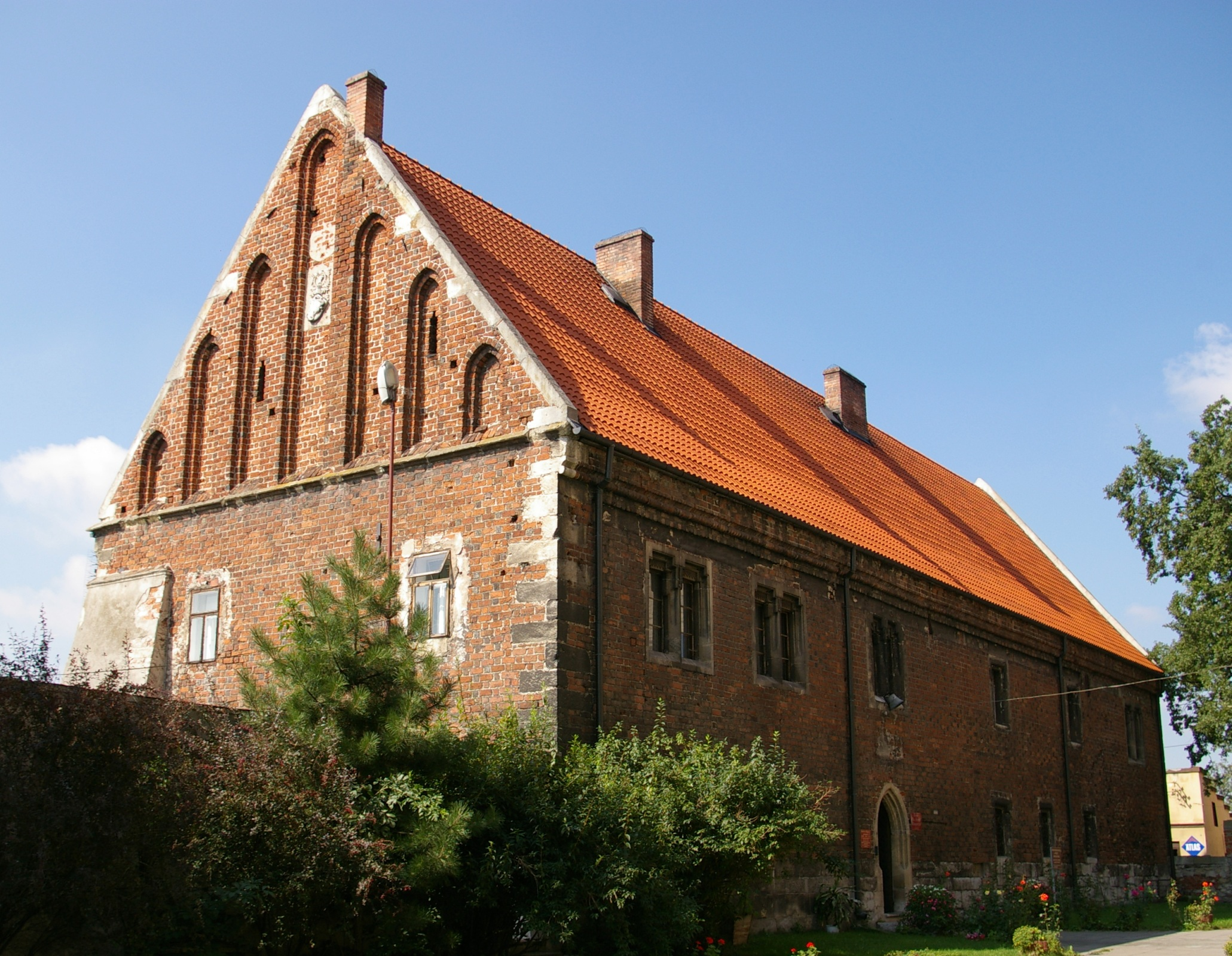
Casa de Długosz

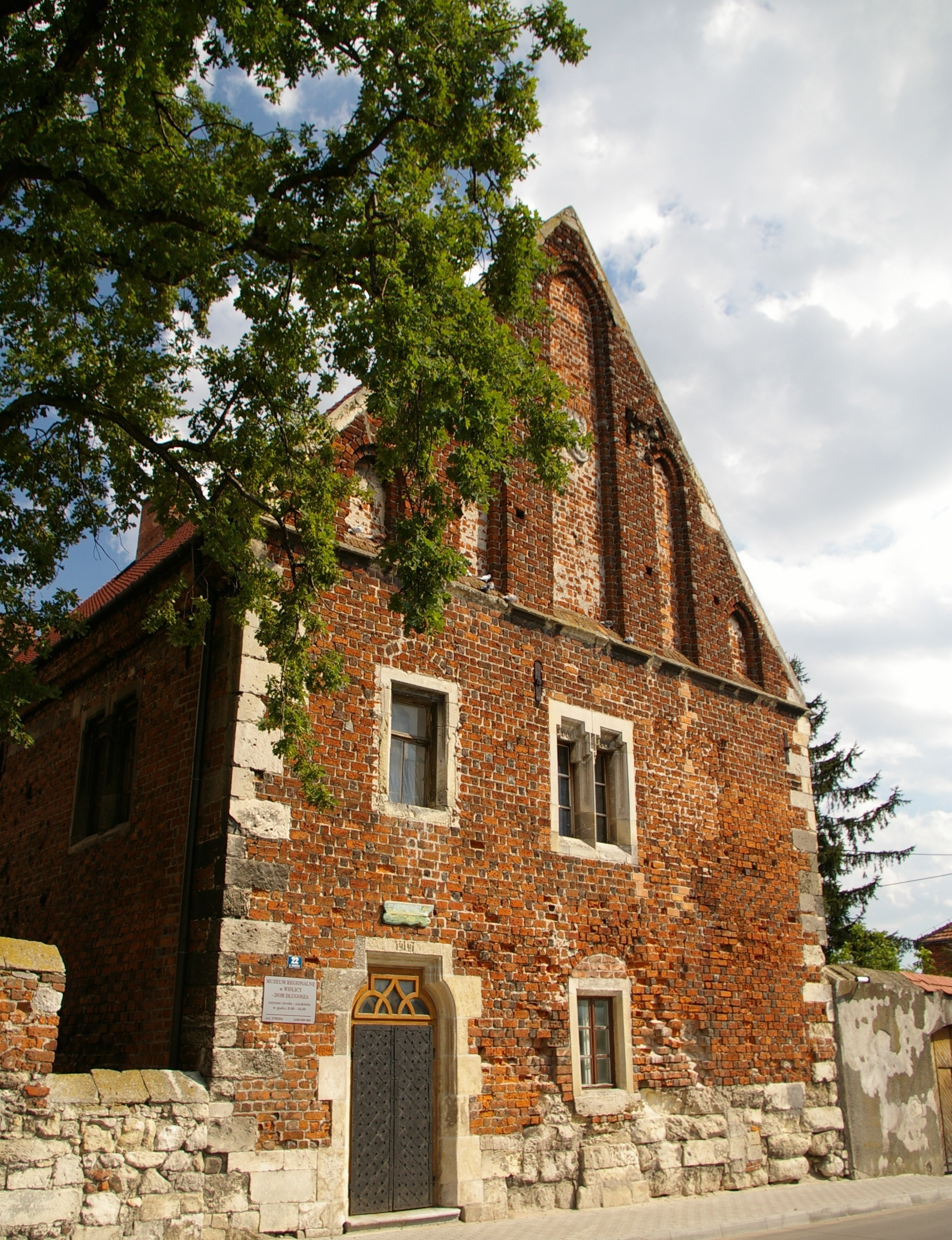
Casa de Długosz

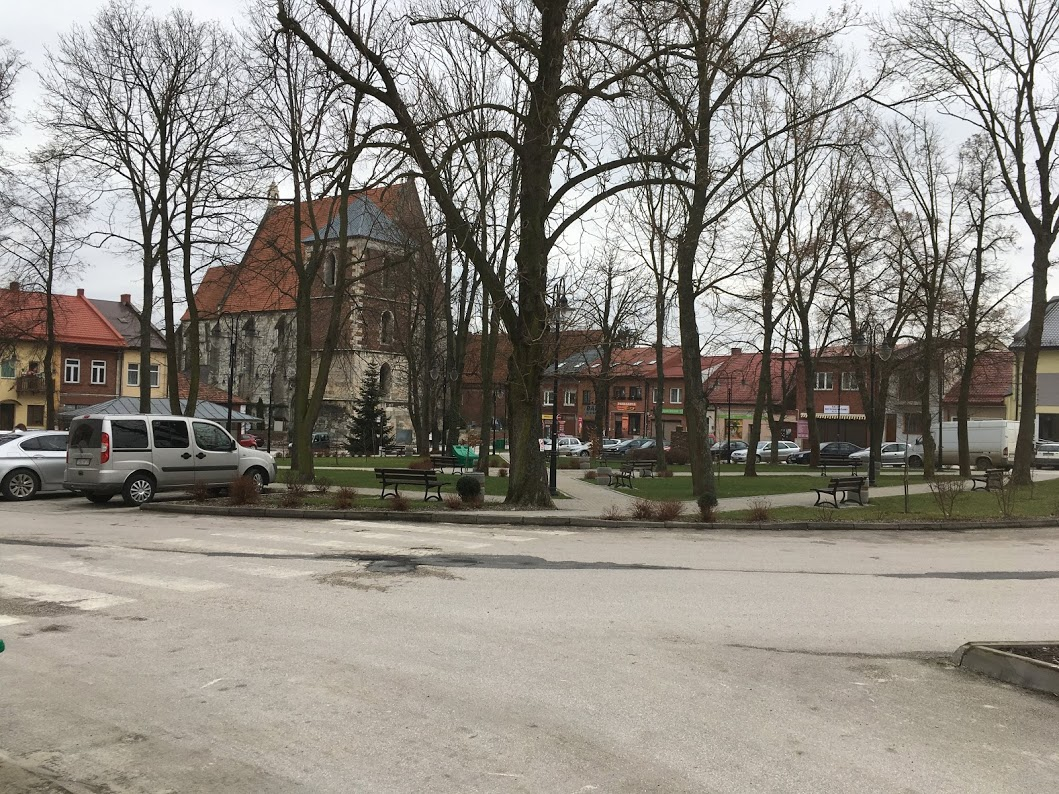
Parc de la ciutat

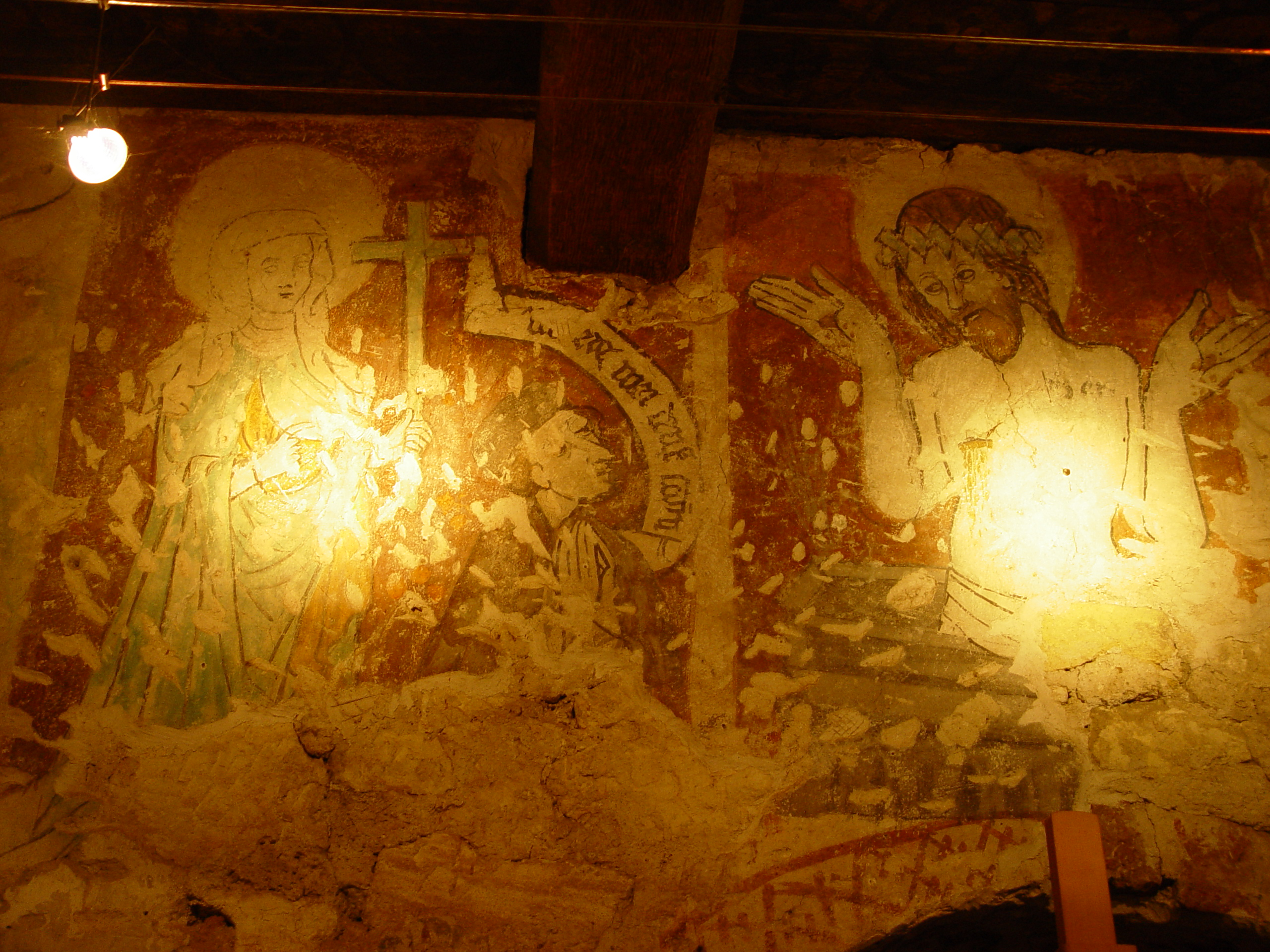
Imatge de Jan Długosz a la paret policroma del de la Casa de Długosz

Wiślica és un municipi de Polònia, del voivodat de Santa Creu, comtat de Busko-Zdrój i seu de la comuna de Wiślica. S'estén en una àrea de 4,7091 km²; té 515 habitants, segons el cens de 2019, i una densitat de 107 hab/km².
Va obtenir els drets de ciutat al 1326, i els va perdre el 1870. Va recuperar els drets de ciutat de nou l'1 de gener del 2018, i fou la ciutat més menuda de Polònia amb 503 habitants. En comparança, Kozy, la vila més gran de Polònia en població, té 12.529 habitants (31 de desembre de 2013). L'1 de gener del 2019, Opatowiec recupera els drets municipals i esdevé la ciutat més petita de Polònia amb 338 habitants, i en substitueix Wiślica.
En la segona meitat del segle xvi, Wiślica era una ciutat del comtat de Wiślicki, del voivodat de Sandomierz.

## Situació geogràfica
Wiślica es troba a la regió de Ponidzie, al marge esquerre del riu Nida, al parc de Nadnidziański.
Wiślica és el punt de partida de la senda blava que duu a Pińczów i de la verda que duu a Grochowiska. El Camí de la Petita Polònia i la via Jagielònica recorren la ciutat.
A Wiślica, el ferrocarril d'accés Świętokrzyska tancà l'activitat fa temps. Actualment, no hi ha més trens circulant en aquesta zona.

## Història
Segons la llegenda pannoniana de la Vida de sant Metodi, el nom de la població prové del seu fundador, el príncep vistulà Wiślimir, que, amb la rodalia, s'anomenà Wiślica al 880. El document parla del baptisme forçat del príncep pagà dels vistulans. Per a alguns investigadors, aquest esment demostra que en el segle ix hi havia un estat fort de vistulans amb capital a Wiślica; a hores d'ara la capital n'és Cracòvia.
Al voltant del 990, la fortalesa s'incorpora a l'estat de Piast. Llavors, Wiślica és un dels centres administratius més importants de la Petita Polònia, propera a Cracòvia i Sandomierz. En l'inici del s. XI, Boleslau el Brau alçà una fortalesa defensiva prop de la plaça del mercat, per protegir la travessia del riu Nida, una ruta comercial que anava de Praga i Cracòvia a Rússia de Kíev, i passava per Wiślica.
A mitjan segle X, a l'illa Regia, es crea un segon poblat fortificat. Així, Wiślica al segle XI tenia dues poblacions fortificades: l'una permanentment ocupada pel príncep, tenia un caràcter típicament militar. S'hi feu un acord comercial amb l'església del castell. En el segle XI s'hi construí l'església de Sant Nicolau. A la fi del s. XI, l'assentament sofrí un incendi. El 1135, Wiślica fou saquejada per russos i cumans. Després de la mort de Boleslau III i la dissolució regional, Wiślica s'incorpora al districte de Sandomierz.
Durant el regnat del príncep Enric de Sandomierz, Wiślica esdevingué de nou una de les ciutats més importants de la Petita Polònia. Tots els edificis de pedra de l'illa Regia van ser construïts després de la segona meitat del s. XII. El príncep hi funda la primera església col·legiada de Wiślica, conclosa durant el regnat del seu germà Casimir II el Just.
El príncep Casimir situa a Wiślica la seu principal de la cort. Es construí un palau a Regia, i dos palaus units a capelles en forma de rotonda. Alhora, la fortalesa de l'est de la població fou reconstruïda. Durant el regnat del príncep Casimir, Wiślica fou un centre de cultura i art: s'hi construí la Llosa de Wiślica, un terra de 4,1 × 2,5 m, del 1175 al 1177, amb figures gravades, descobert al 1959 a la cripta de l'església derruïda del segle XII.
El 1241, la ciutat fou completament destruïda per la invasió mongola. A mitjan segle XIII, els prínceps piast van lluitar per Wiślica molts anys. El 1291, la ciutat es troba sota domini de Ladislau I. El 1292, el príncep és perseguit i Wiślica s'enclou dintre de les fronteres del Regne de Venceslau II de Bohèmia. El 1304 Ladislau I, al capdavant de les tropes hongareses, recupera Wiślica.
Després que Ladislau I recupere la corona polonesa, Wiślica esdevé un dels centres més importants del regne. Abans del 1326, li concedeixen els drets de ciutat. El 1347, el rei Casimir el Gran va aprovar els estatuts de Wiślica i, en la dècada de 1660, construeix un petit castell i tanca la ciutat amb un mur defensiu amb tres portes: Busko, Krakowska i Zamkowa. També finança la tercera església col·legiada de Wiślica.
El 6 de desembre de 1382, després de la mort de Lluís I d'Hongria, es realitza un congrés de la noblesa de la Petita Polònia a Wiślica, durant el qual hi ha una reunió amb la legació hongaresa.
El 12 de març de 1409, a Cracòvia, el rei Ladislau II Jagelló va concedir la Llei de Magdeburg a Wiślica.
Al segle xv, es fan convencions de nobles a Wiślica i a la veïna Nowy Korczyn. En aquella època, Jan Długosz educava els fills del rei Casimir IV Jagelló.
Des del temps de Casimir el Gran fins al repartiment de Polònia, la ciutat fou la seu del tribunal de terres.
Al segle xvi, la ciutat era un important centre d'artesania: hi operaven dotze gremis. El 1528, es construïren obres hidràuliques a Wiślica pel rei Segimon I. El 1540, Wiślica negava l'entrada als jueus.
El 1587, a Wiślica, durant un parlament electoral hi ha una doble elecció: de Maximilià III, arxiduc d'Àustria i de Segimon III Vasa. En aquella època, la ciutat era ocupada per l'exèrcit de Krzysztof Zborowski, un defensor de l'arxiduc Maximilià. A la fi, Segimon Vasa va ser triat rei, recolzat pel canceller de la corona, Jan Zamoyski. El 1606, durant la Rebel·lió de Zebrzydowski a Wiślica, s'hi feu un congrés dels seguidors del rei.
La ciutat s'ensorrà en el segle XVII durant la invasió sueca. El 1657, va ser destruïda per l'exèrcit de Jordi Rákóczi II. El 1766 el castell fou destruït; el 1820 les esglésies de Sant Martí i de l'Esperit Sant, i a la fi del segle xix les antigues muralles de la ciutat. El 1869, després de la Revolta de Gener, Wiślica perd els drets de ciutat.
Durant la Primera Guerra mundial, el poble estigué en la línia del front. L'artilleria austríaca la va bombardejar, i patí grans danys, entre d'altres, l'església col·legiata. La reconstruïren en la dècada de 1920.
El 1958, en unes excavacions arqueològiques, es descobriren restes de les antigues esglésies romàniques al celler de l'església col·legiata.
El 17 de juliol de 1966, durant el milé aniversari del baptisme de Polònia, el primat de Polònia, cardenal Stefan Wyszynski i l'arquebisbe Karol Wojtyła, van coronar la imatge de la Senyora del Somriure, a l'altar principal del temple de Wiślica.
Als anys 1975-1998, Wiślica pertanyia administrativament al voivodat de Kielce.
El 2016, es realitzaren consultes públiques sobre la concessió dels drets de ciutat a Wiślica, amb la participació de 302 persones de 424 (la participació en fou del 71%). Aquesta idea fou recolzada per 293 persones (el 97% d'electors), 7 persones (el 2%) van votar en contra i 2 persones (l'1%) es van abstenir.

## Monuments històrics
- Basílica col·legiata de la Nativitat de la Mare de Déu, de 1350, fundada per Casimir III de Polònia, suposadament com a penitència per l'assassinat de Marcin Baryczka. L'interior és decorat amb voltes gòtiques sostingudes per tres pilars al centre de la basílica. És l'església de dues naus més antiga i més gran de Polònia. Fou parcialment destruïda durant la Primera Guerra mundial pels austríacs, i reconstruïda el 1919-1926, d'acord amb el projecte d'Adolf Szyszko-Bohusz. Al presbiteri, hi ha fragments de frescs rutenobizantins dels anys 1397 a 1400 de la fundació de Ladislau II Jagelló. En l'altar principal, hi ha una estàtua de la Mare de Déu de Łokietkowa) del 1300.
- Al soterrani de la basílica, hi ha restes de dues esglésies romàniques anteriors, datades dels segles XII i XIII, i el dibuix d'un plat únic de taronges, datat de 1175, que és un excel·lent exemple d'art romànic.
- Casa de Długosz - vicariat des de 1460, edifici de rajola, fundat pel famós cronista Jan Długosz. S'hi descobriren a l'interior fragments policroms del segle XV. Actualment, conté un presbiteri i el Museu de Wiślic.
- Església de Sant Nicolau - restes d'una església romànica datada del segle xi, juntament amb una capella sepulcral.
- Pila baptismal.
- Campanar a l'esquerra de l'entrada, a la façana oest de la basílica. L'edifici s'alçà entre 1460 i 1470, i va ser finançat per Jan Długosz. El 1858, va ser destruït pel foc. Es restaurà al 1872, amb una torre neogòtica. El campanar fou danyat durant el bombardeig austríac al 1915. El 1919 fou reparat, però sense la torre del segle xix. L'edifici té planta quadrada i quatre pisos. Al fris parcialment reconstruït, hi ha blasons de la Corona i de Lituània, a més dels nobles Dębno, Wieniawa, Grzymała, Ogończyk, Pilawa, En lałęcz, Rawicz i Poraj.
- Vestigis de murs del segle XII a l'illa Grodzisk.
- Casa de la Germandat del Rosari, amb un corredor de pas. Construït al 1677 pel capellà Jan Rudnicki. Era al cantó de la plaça del Mercat i del carrer Jasna. Derruït a la primeria d'abril de 2009.[18]
- Imatge de la Passió de Crist de la segona meitat del s. XVII a la plaça Solny.
- Imatge de Sant Joan Nepomucé al carrer Tysiąclecia Polskiego.

### Monuments immobles
Els objectes estan inscrits en el registre de monuments immobles:
- Ciutat dels segles XI i XVI
- Conjunt de l'església col·legiata:
  - Església parroquial de la Nativitat de la Mare de Déu, de 1350 a 1360, reconstruïda de 1919 a 1926.
  - Campanar de 1460 a 1470, reconstruït el 1919.
  - "Do Długosza", actualment presbiteri i Museu Arqueològic, de 1460, reconstruït el 1873.
- Fundacions de l'església romànica de Sant Nicolau, del segle XI al XII,
- Casa residencial "Różaniecowa", del segle xvii, reconstruïda als segles XVIII-XIX.

## Cultura
A causa de la gran quantitat de material històric, el 20 de maig de 1966, per iniciativa del Grup d'Investigació de l'Edat Mitjana Polonesa, s'hi creà el Museu Regional, que ara funciona com a Museu Arqueològic de Wiślica, filial del Museu Nacional de Kielce. La institució pretén cuidar tot el conjunt històric de Wiślica. La principal missió del museu és donar a conéixer la història local, que reflecteix els canvis que han ocorregut a Polònia des del segle IX fins al present.